# Phước Thạnh, Mỹ Tho
Phước Thạnh là một xã cũ thuộc thành phố Mỹ Tho, tỉnh Tiền Giang, Việt Nam.

## Địa lý
Xã Phước Thạnh nằm ở phía tây thành phố Mỹ Tho, có vị trí địa lý:
- Phía đông giáp Xã Trung An và Phường 10
- Phía tây giáp Xã Thạnh Phú (Huyện Châu Thành) và Xã Tam Hiệp (Huyện Châu Thành)
- Phía bắc giáp Xã Long An (Huyện Châu Thành)
- Phía nam giáp Xã Trung An.

Xã Phước Thạnh có diện tích 10,18 km², dân số năm 2009 là 12.105 người, mật độ dân số đạt 1.190 người/km².

## Đơn vị hành chính
Xã Phước Thạnh được chia thành 5 ấp: Phước Hòa, Phước Thuận, Long Mỹ, Long Hưng, Giáp Nước

## Lịch sử
Địa bàn xã Phước Thạnh hiện nay trước đây thuộc huyện Châu Thành.
Ngày 29 tháng 6 năm 2009, Chính phủ ban hành Nghị quyết 28/NQ-CP. Theo đó, thành lập xã Phước Thạnh thuộc thành phố Mỹ Tho trên cơ sở điều chỉnh 329,90 ha diện tích tự nhiên và 4.174 nhân khẩu của xã Long An; 177,69 ha diện tích tự nhiên và 1.754 nhân khẩu của xã Thạnh Phú; 510,01 ha diện tích tự nhiên và 6.177 nhân khẩu của xã Phước Thạnh thuộc huyện Châu Thành.
Sau khi thành lập, xã Phước Thạnh có 1.017,60 ha diện tích tự nhiên, dân số là 12.105 người.

## Thư viện ảnh

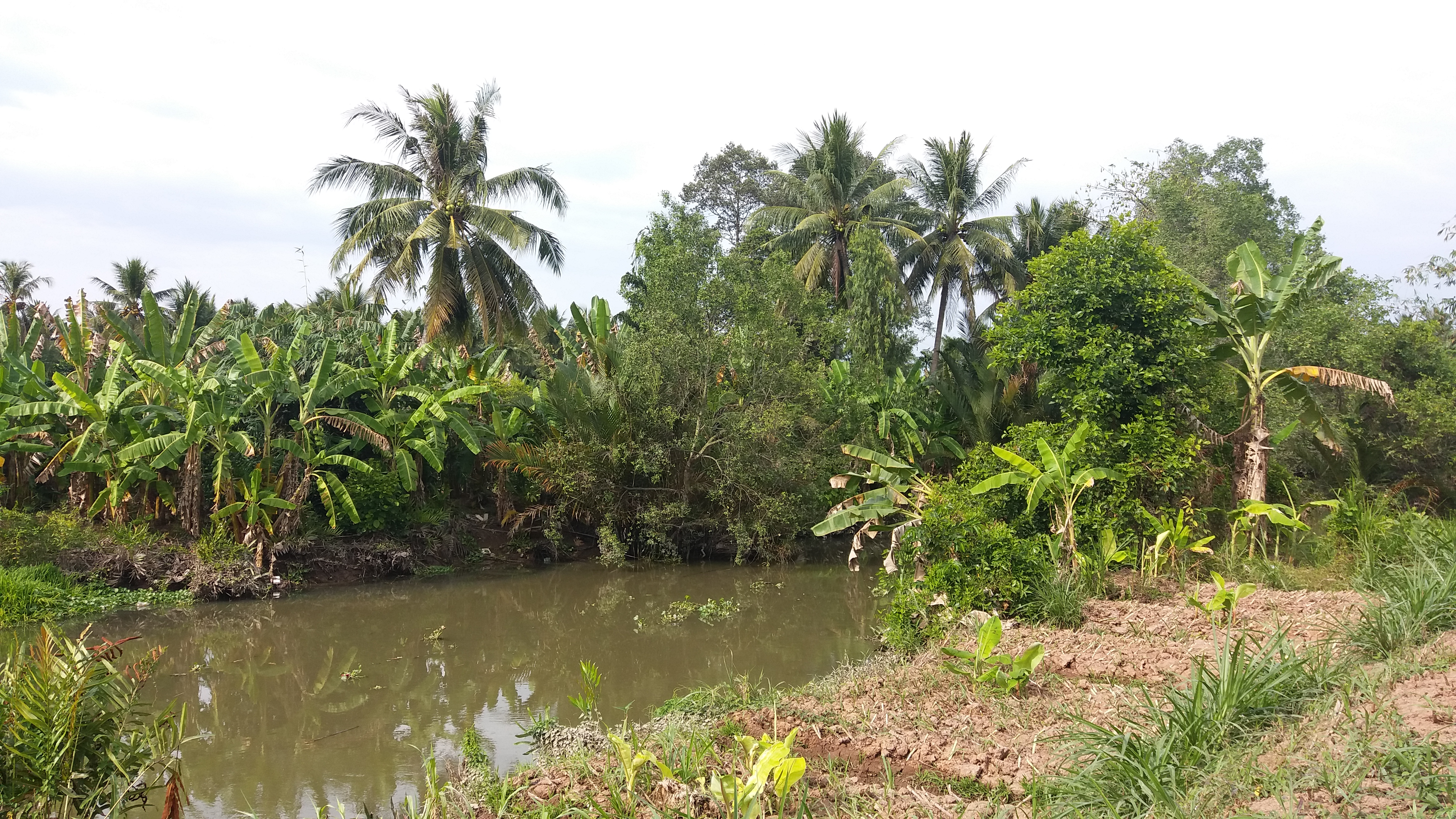
Một đoạn sông Xoài Mút.
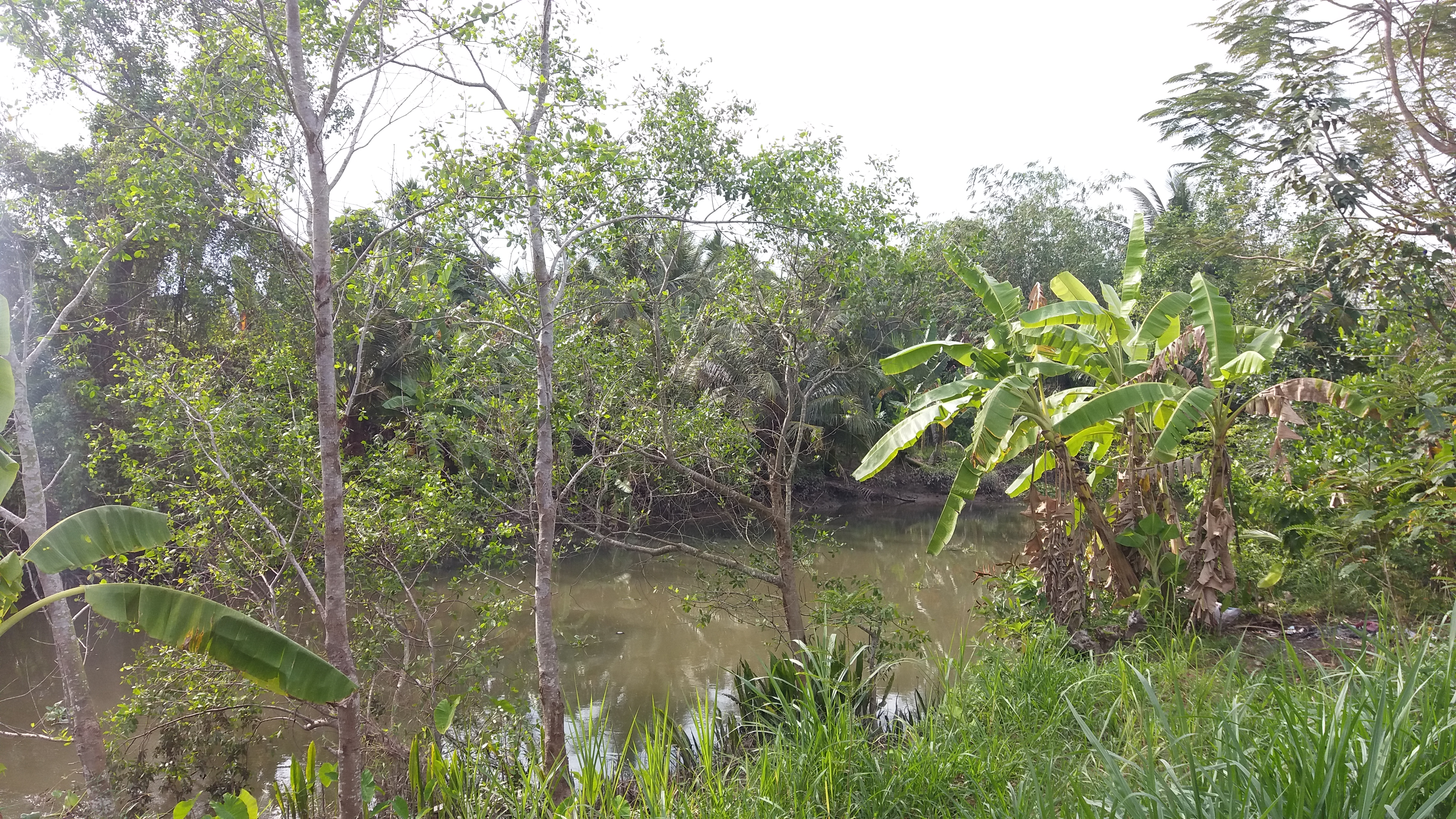
Một đoạn khác của sông Xoài Mút.
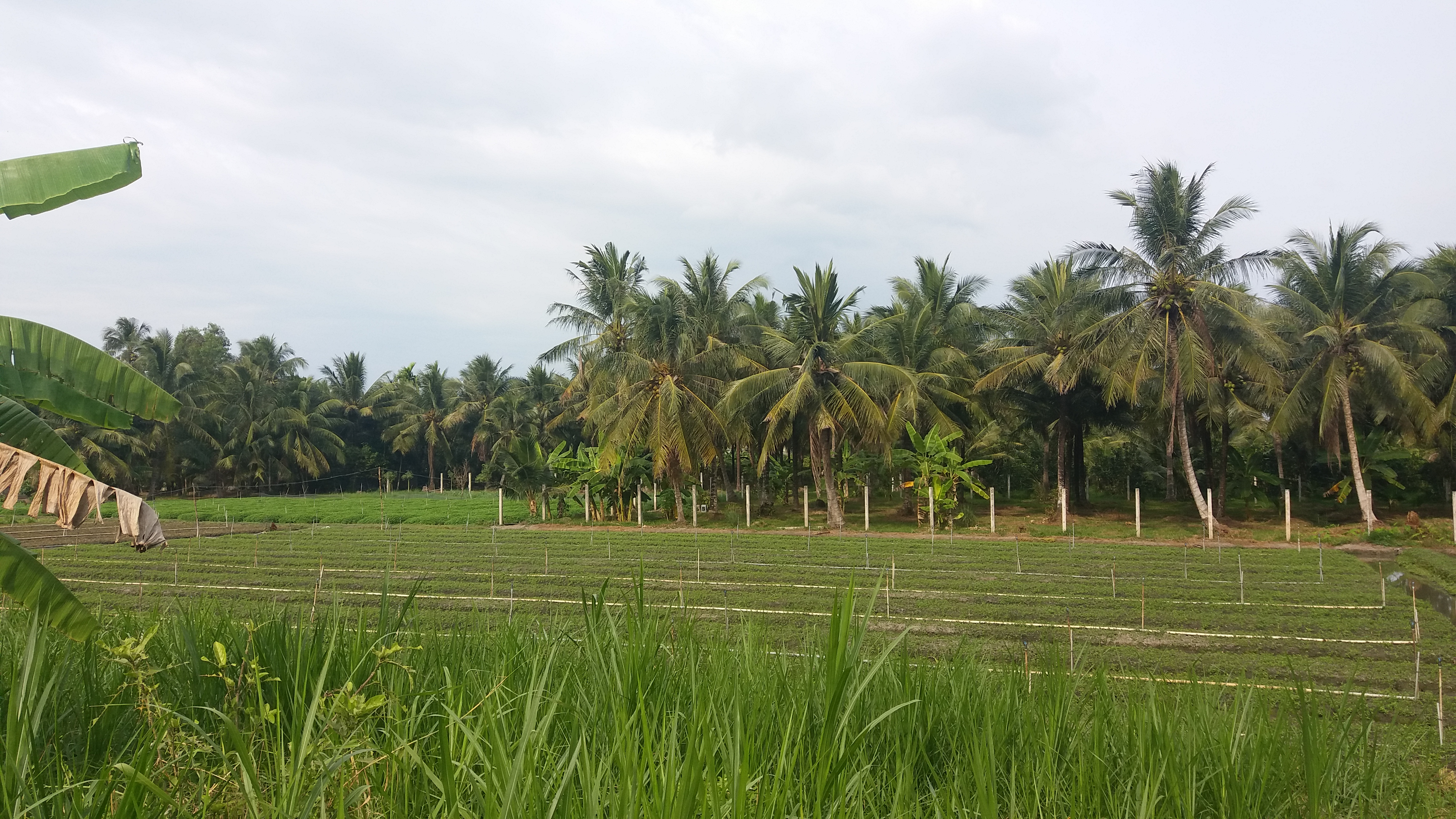
Một cánh đồng trồng rau.
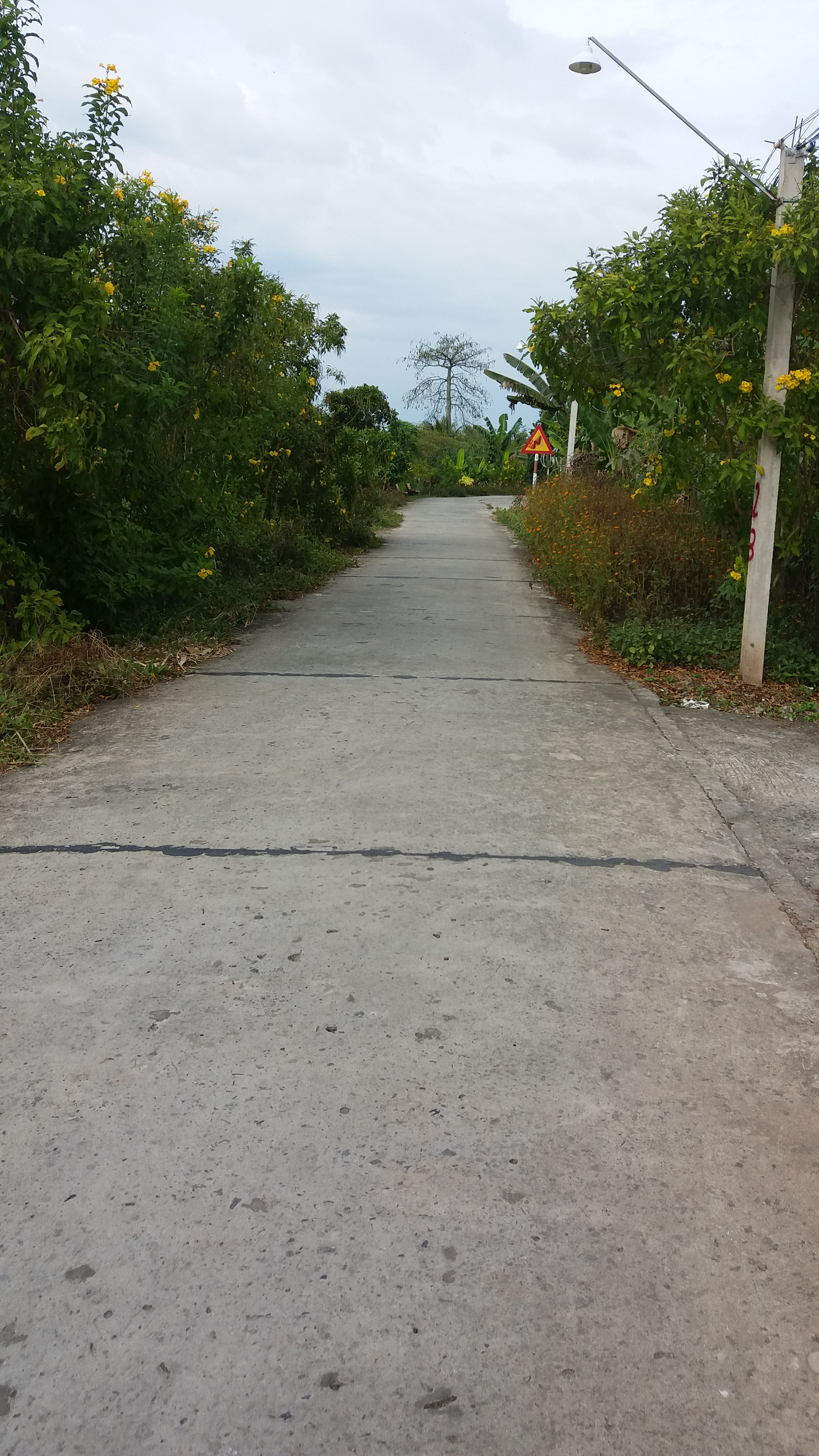
Đường bê tông chạy dọc theo sông Xoài Mút.